# Nabisco Grand Prix 1988
Il Nabisco Grand Prix 1988 è una serie di tornei maschili di tennis. Esso include i 4 tornei dello Slam, 3 del circuito World Championship Tennis e tutti gli altri tornei del Grand Prix.

## Calendario

### Gennaio
| Settimana         | Torneo                                                                                             | Vincitore                                | Finalista                      | Semifinalisti                       | Eliminati ai quarti                                         |
| ----------------- | -------------------------------------------------------------------------------------------------- | ---------------------------------------- | ------------------------------ | ----------------------------------- | ----------------------------------------------------------- |
| 28 dicembre, 1987 | South Australian Open 1988 Adelaide, Australia Cemento - 93 400 $ Singolare - Doppio               | Mark Woodforde 6-2, 6-4                  | Wally Masur                    | John Fitzgerald Johan Anderson      | Roger Rasheed Bud Schultz Patrick Baur Joey Rive            |
| 28 dicembre, 1987 | South Australian Open 1988 Adelaide, Australia Cemento - 93 400 $ Singolare - Doppio               | Darren Cahill Mark Kratzmann 4-6 6-2 7-5 | Carl Limberger Mark Woodforde  | John Fitzgerald Johan Anderson      | Roger Rasheed Bud Schultz Patrick Baur Joey Rive            |
| 28 dicembre, 1987 | Wellington Classic 1988 Wellington, Nuova Zelanda Cemento - 117 000 $ 115 000 $ Singolare - Doppio | Ramesh Krishnan 6-7, 6-0 6-4 6-3         | Andrej Česnokov                | Chris Pridham Kelly Evernden        | Bruce Derlin Tim Wilkison Menno Oosting Jeremy Bates        |
| 28 dicembre, 1987 | Wellington Classic 1988 Wellington, Nuova Zelanda Cemento - 117 000 $ 115 000 $ Singolare - Doppio | Dan Goldie Rick Leach 6-2 6-3            | Broderick Dyke Glenn Michibata | Chris Pridham Kelly Evernden        | Bruce Derlin Tim Wilkison Menno Oosting Jeremy Bates        |
| 4 gennaio         | New South Wales Open 1988 Sydney, Australia Erba - 123 400 $ Singolare - Doppio                    | John Fitzgerald 6-3 6-4                  | Andrej Česnokov                | Christo van Rensburg Joey Rive      | Aleksandr Volkov Darren Cahill Barry Moir Brad Drewett      |
| 4 gennaio         | New South Wales Open 1988 Sydney, Australia Erba - 123 400 $ Singolare - Doppio                    | Darren Cahill Mark Kratzmann 7-6 6-4     | Joey Rive Bud Schultz          | Christo van Rensburg Joey Rive      | Aleksandr Volkov Darren Cahill Barry Moir Brad Drewett      |
| 4 gennaio         | Heineken Open 1988 Auckland, Nuova Zelanda Cemento - 93 400 $ Singolare - Doppio                   | Amos Mansdorf 6-3 6-4                    | Ramesh Krishnan                | Jim Pugh Broderick Dyke             | Peter Lundgren Jim Grabb John Frawley Dan Goldie            |
| 4 gennaio         | Heineken Open 1988 Auckland, Nuova Zelanda Cemento - 93 400 $ Singolare - Doppio                   | Marty Davis Tim Pawsat 6-3 3-6 6-4       | Sammy Giammalva Jr. Jim Grabb  | Jim Pugh Broderick Dyke             | Peter Lundgren Jim Grabb John Frawley Dan Goldie            |
| 11 gennaio        | Australian Open 1988 Melbourne, Australia Grande Slam 699 984 $ Singolare - Doppio - Doppio misto  | Mats Wilander 6-3 6-7 3-6 6-1 8-6        | Pat Cash                       | Ivan Lendl Stefan Edberg            | Todd Witsken Michiel Schapers Anders Järryd Andrej Česnokov |
| 11 gennaio        | Australian Open 1988 Melbourne, Australia Grande Slam 699 984 $ Singolare - Doppio - Doppio misto  | Rick Leach Jim Pugh 6-3 6-2 6-3          | Jeremy Bates Peter Lundgren    | Ivan Lendl Stefan Edberg            | Todd Witsken Michiel Schapers Anders Järryd Andrej Česnokov |
| 25 gennaio        | Guarujá Open 1988 Guarujá, Brasile Terra rossa - 130 000 $ Singolare - Doppio                      | Luiz Mattar 6-3 6-3                      | Eliot Teltscher                | Danilo Marcelino Martin Wostenholme | Pablo Arraya Diego Pérez Roberto Argüello Cássio Motta      |
| 25 gennaio        | Guarujá Open 1988 Guarujá, Brasile Terra rossa - 130 000 $ Singolare - Doppio                      | Ricardo Acuña Luke Jensen 6-1 6-4        | Javier Frana Diego Perez       | Danilo Marcelino Martin Wostenholme | Pablo Arraya Diego Pérez Roberto Argüello Cássio Motta      |

### Febbraio
| Settimana   | Torneo                                                                                             | Vincitore                                 | Finalista                           | Semifinalisti                     | Eliminati ai quarti                                                   |
| ----------- | -------------------------------------------------------------------------------------------------- | ----------------------------------------- | ----------------------------------- | --------------------------------- | --------------------------------------------------------------------- |
| 8 febbraio  | Grand Prix de Tennis de Lyon 1988 Lione, Francia Sintetico indoor - 240 000 $ Singolare - Doppio   | Yahiya Doumbia 6-4 3-6 6-3                | Todd Nelson                         | Yannick Noah Eduardo Masso        | Broderick Dyke Philippe Pech Kelly Evernden Jeremy Bates              |
| 8 febbraio  | Grand Prix de Tennis de Lyon 1988 Lione, Francia Sintetico indoor - 240 000 $ Singolare - Doppio   | Brad Drewett Broderick Dyke 3-6 6-3 6-4   | Michael Mortensen Blaine Willenborg | Yannick Noah Eduardo Masso        | Broderick Dyke Philippe Pech Kelly Evernden Jeremy Bates              |
| 8 febbraio  | Rotterdam Open 1988 Rotterdam, Paesi Bassi Sintetico indoor - 452 500 $ Singolare - Doppio         | Stefan Edberg 7-6 6-2                     | Miloslav Mečíř                      | Michiel Schapers Jonas Svensson   | Milan Šrejber Christian Saceanu Claudio Mezzadri Jimmy Connors        |
| 8 febbraio  | Rotterdam Open 1988 Rotterdam, Paesi Bassi Sintetico indoor - 452 500 $ Singolare - Doppio         | Patrik Kühnen Tore Meinecke 7-6 7-6       | Magnus Gustafsson Diego Nargiso     | Michiel Schapers Jonas Svensson   | Milan Šrejber Christian Saceanu Claudio Mezzadri Jimmy Connors        |
| 15 febbraio | Milan Indoor 1988 Milano, Italia Sintetico indoor - 500 000 $ Singolare - Doppio                   | Yannick Noah 4-4 ritiro                   | Jimmy Connors                       | Boris Becker Milan Šrejber        | Henri Leconte Pat Cash Miloslav Mečíř Carl-Uwe Steeb                  |
| 15 febbraio | Milan Indoor 1988 Milano, Italia Sintetico indoor - 500 000 $ Singolare - Doppio                   | Boris Becker Eric Jelen 6-3 6-3           | Miloslav Mečíř Tomáš Šmíd           | Boris Becker Milan Šrejber        | Henri Leconte Pat Cash Miloslav Mečíř Carl-Uwe Steeb                  |
| 15 febbraio | Volvo U.S. National Indoor 1988 Memphis, USA Cemento indoor - 415 000 $ Singolare - Doppio         | Andre Agassi 6-4 6-4 7-5                  | Mikael Pernfors                     | Robert Seguso Kevin Curren        | Jim Grabb Amos Mansdorf David Pate Andrés Gómez                       |
| 15 febbraio | Volvo U.S. National Indoor 1988 Memphis, USA Cemento indoor - 415 000 $ Singolare - Doppio         | Kevin Curren David Pate 6-3 7-5           | Peter Lundgren Mikael Pernfors      | Robert Seguso Kevin Curren        | Jim Grabb Amos Mansdorf David Pate Andrés Gómez                       |
| 22 febbraio | U.S. Pro Indoor 1988 Filadelfia, Pennsylvania, USA Sintetico indoor - 600 000 $ Singolare - Doppio | Tim Mayotte 4-6 6-2 6-2 6-3               | John Fitzgerald                     | Jorge Lozano Christo van Rensburg | Kevin Curren Dan Goldie Sammy Giammalva Jr. Jim Grabb                 |
| 22 febbraio | U.S. Pro Indoor 1988 Filadelfia, Pennsylvania, USA Sintetico indoor - 600 000 $ Singolare - Doppio | Kelly Evernden Johan Kriek 6-4 6-3        | Kevin Curren Danie Visser           | Jorge Lozano Christo van Rensburg | Kevin Curren Dan Goldie Sammy Giammalva Jr. Jim Grabb                 |
| 22 febbraio | Lorraine Open 1988 Metz, Francia Sintetico indoor - 93 400 $ Singolare - Doppio                    | Jonas Svensson 6-2 6-4                    | Michiel Schapers                    | Eric Jelen Carl-Uwe Steeb         | Menno Oosting Christian Saceanu Magnus Gustafsson Christian Bergström |
| 22 febbraio | Lorraine Open 1988 Metz, Francia Sintetico indoor - 93 400 $ Singolare - Doppio                    | Jaroslav Navrátil Tom Nijssen 6-2 6-7 7-6 | Rill Baxter Nduka Odizor            | Eric Jelen Carl-Uwe Steeb         | Menno Oosting Christian Saceanu Magnus Gustafsson Christian Bergström |
| 29 febbraio | Indian Wells Champions Cup 1988 Indian Wells, USA Cemento - 702 500 $ Singolare - Doppio           | Boris Becker 7-5 6-4 2-6 6-4              | Emilio Sánchez                      | Andre Agassi Pat Cash             | Mikael Pernfors Johan Kriek Amos Mansdorf Miloslav Mečíř              |
| 29 febbraio | Indian Wells Champions Cup 1988 Indian Wells, USA Cemento - 702 500 $ Singolare - Doppio           | Boris Becker Guy Forget 6-2 6-7 7-6       | Jorge Lozano Todd Witsken           | Andre Agassi Pat Cash             | Mikael Pernfors Johan Kriek Amos Mansdorf Miloslav Mečíř              |

### Marzo
| Settimana | Torneo                                                                                | Vincitore                             | Finalista                    | Semifinalisti               | Eliminati ai quarti                                       |
| --------- | ------------------------------------------------------------------------------------- | ------------------------------------- | ---------------------------- | --------------------------- | --------------------------------------------------------- |
| 7 marzo   | Verizon Tennis Challenge 1988 Orlando, USA Terra rossa - 415 000 $ Singolare - Doppio | Andrej Česnokov 7-6 6-1               | Miloslav Mečíř               | Jay Berger David Pate       | Aaron Krickstein Amos Mansdorf Martín Jaite Andre Agassi  |
| 7 marzo   | Verizon Tennis Challenge 1988 Orlando, USA Terra rossa - 415 000 $ Singolare - Doppio | Guy Forget Yannick Noah 6-4 6-4       | Sherwood Stewart Kim Warwick | Jay Berger David Pate       | Aaron Krickstein Amos Mansdorf Martín Jaite Andre Agassi  |
| 14 marzo  | Miami Open 1988 Miami, USA Cemento - 1 050 000 $ Singolare - Doppio                   | Mats Wilander 6-4 4-6 6-4 6-4         | Jimmy Connors                | Yannick Noah Miloslav Mečíř | Aaron Krickstein Andrej Česnokov Jay Berger Anders Järryd |
| 14 marzo  | Miami Open 1988 Miami, USA Cemento - 1 050 000 $ Singolare - Doppio                   | John Fitzgerald Anders Järryd 6-4 6-4 | Ken Flach Robert Seguso      | Yannick Noah Miloslav Mečíř | Aaron Krickstein Andrej Česnokov Jay Berger Anders Järryd |
| 28 marzo  | WCT Finals 1988 Dallas, USA Sintetico indoor - 680 000 $ Singolare                    | Boris Becker 6-4 1-6 7-5 6-2          | Stefan Edberg                | Brad Gilbert Yannick Noah   | Andrés Gómez Pat Cash Tim Mayotte Martín Jaite            |

### Aprile
| Settimana | Torneo                                                                                              | Vincitore                               | Finalista                         | Semifinalisti                | Eliminati ai quarti                                                    |
| --------- | --------------------------------------------------------------------------------------------------- | --------------------------------------- | --------------------------------- | ---------------------------- | ---------------------------------------------------------------------- |
| 11 aprile | Japan Open Tennis Championships 1988 Tokyo, Giappone Cemento - 627 500 $ Singolare - Doppio         | John McEnroe 6-2 6-2                    | Stefan Edberg                     | Tim Mayotte Brad Gilbert     | Brad Drewett Mikael Pernfors David Pate Shūzō Matsuoka                 |
| 11 aprile | Japan Open Tennis Championships 1988 Tokyo, Giappone Cemento - 627 500 $ Singolare - Doppio         | John Fitzgerald Johan Kriek 6-4 6-4     | Steve Denton David Pate           | Tim Mayotte Brad Gilbert     | Brad Drewett Mikael Pernfors David Pate Shūzō Matsuoka                 |
| 11 aprile | ATP Nizza 1988 Nizza, Francia Terra rossa - 145 000 $ Singolare - Doppio                            | Henri Leconte 6-2 6-2                   | Jérôme Potier                     | Andrej Česnokov Guy Forget   | Karel Nováček Ronald Agénor Jordi Arrese Guillermo Vilas               |
| 11 aprile | ATP Nizza 1988 Nizza, Francia Terra rossa - 145 000 $ Singolare - Doppio                            | Guy Forget Henri Leconte 4-6 6-3 6-4    | Heinz Günthardt Diego Nargiso     | Andrej Česnokov Guy Forget   | Karel Nováček Ronald Agénor Jordi Arrese Guillermo Vilas               |
| 11 aprile | Madrid Open 1988 Madrid, Spagna Terra rossa - 93 000 $ Singolare - Doppio                           | Kent Carlsson 6-2 6-1                   | Fernando Luna                     | Alberto Mancini Markus Rackl | Eduardo Masso Carl Limberger Sergio Casal Alberto Tous                 |
| 11 aprile | Madrid Open 1988 Madrid, Spagna Terra rossa - 93 000 $ Singolare - Doppio                           | Sergio Casal Emilio Sánchez 6-7 7-6 6-3 | Jason Stoltenberg Todd Woodbridge | Alberto Mancini Markus Rackl | Eduardo Masso Carl Limberger Sergio Casal Alberto Tous                 |
| 18 aprile | Seoul Open 1988 Seul, Corea del Sud Cemento - 93 400 $ Singolare - Doppio                           | Dan Goldie 6-3 6-7 6-0                  | Andrew Castle                     | Greg Holmes Eliot Teltscher  | Joey Rive John Fitzgerald John Frawley Todd Nelson                     |
| 18 aprile | Seoul Open 1988 Seul, Corea del Sud Cemento - 93 400 $ Singolare - Doppio                           | Andrew Castle Roberto Saad 6-7 6-4 7-6  | Gary Donnelly Jim Grabb           | Greg Holmes Eliot Teltscher  | Joey Rive John Fitzgerald John Frawley Todd Nelson                     |
| 18 aprile | Monte Carlo Open 1988 Monte Carlo, Monaco Terra rossa - 492 500 $ Singolare - Doppio                | Ivan Lendl 6-1 6-3                      | Martín Jaite                      | Yannick Noah Thierry Tulasne | Joakim Nyström Henri Leconte Andrés Gómez Claudio Pistolesi            |
| 18 aprile | Monte Carlo Open 1988 Monte Carlo, Monaco Terra rossa - 492 500 $ Singolare - Doppio                | Sergio Casal Emilio Sánchez 6-7 6-4 7-6 | Henri Leconte Ivan Lendl          | Yannick Noah Thierry Tulasne | Joakim Nyström Henri Leconte Andrés Gómez Claudio Pistolesi            |
| 25 aprile | ATP German Open 1988 Amburgo, Germania dell'Ovest Terra rossa - 602 500 $ Singolare - Doppio        | Kent Carlsson 6-2 6-1 6-4               | Henri Leconte                     | Boris Becker Jordi Arrese    | Guillermo Pérez Roldán Joakim Nyström Guillermo Vilas Claudio Mezzadri |
| 25 aprile | ATP German Open 1988 Amburgo, Germania dell'Ovest Terra rossa - 602 500 $ Singolare - Doppio        | Darren Cahill Laurie Warder 6-0 5-7 6-4 | Rick Leach Jim Pugh               | Boris Becker Jordi Arrese    | Guillermo Pérez Roldán Joakim Nyström Guillermo Vilas Claudio Mezzadri |
| 25 aprile | U.S. Men's Clay Court Championships 1988 Charleston, USA Terra rossa - 220 000 $ Singolare - Doppio | Andre Agassi 6-2 6-2                    | Jimmy Arias                       | Lawson Duncan Jim Courier    | Richey Reneberg Jay Berger Horacio de la Peña Aaron Krickstein         |
| 25 aprile | U.S. Men's Clay Court Championships 1988 Charleston, USA Terra rossa - 220 000 $ Singolare - Doppio | Pieter Aldrich Danie Visser 7-6 6-3     | Jorge Lozano Todd Witsken         | Lawson Duncan Jim Courier    | Richey Reneberg Jay Berger Horacio de la Peña Aaron Krickstein         |

### Maggio
| Settimana | Torneo | Vincitore                                   | Finalista                          | Semifinalisti                | Eliminati ai quarti                                              |
| --------- | --- | ------------------------------------------- | ---------------------------------- | ---------------------------- | ---------------------------------------------------------------- |
| 2 maggio  | WCT Tournament of Champions 1988 Forest Hills, USA Terra rossa - 677 500 $ Singolare - Doppio                   | Andre Agassi 7-5 7-6 7-5                    | Slobodan Živojinović               | Luiz Mattar Aaron Krickstein | Stefan Edberg Mikael Pernfors Alberto Tous Andrés Gómez          |
| 2 maggio  | WCT Tournament of Champions 1988 Forest Hills, USA Terra rossa - 677 500 $ Singolare - Doppio                   | Jorge Lozano Todd Witsken 6-3 7-6           | Pieter Aldrich Danie Visser        | Luiz Mattar Aaron Krickstein | Stefan Edberg Mikael Pernfors Alberto Tous Andrés Gómez          |
| 2 maggio  | Internazionali di Tennis di Baviera 1988 Monaco di Baviera, Germania Terra rossa - 202 000 $ Singolare - Doppio | Guillermo Pérez Roldán 7-5 6-3              | Jonas Svensson                     | Wally Masur Emilio Sánchez   | Anders Järryd Andrej Česnokov Tore Meinecke Carl-Uwe Steeb       |
| 2 maggio  | Internazionali di Tennis di Baviera 1988 Monaco di Baviera, Germania Terra rossa - 202 000 $ Singolare - Doppio | Rick Leach Jim Pugh 6-1 3-6 6-3             | Alberto Mancini Christian Miniussi | Wally Masur Emilio Sánchez   | Anders Järryd Andrej Česnokov Tore Meinecke Carl-Uwe Steeb       |
| 9 maggio  | Internazionali d'Italia 1988 Roma, Italia Terra rossa - 625 000 $ Singolare - Doppio                            | Ivan Lendl 2-6 6-4 6-2 4-6 6-4              | Guillermo Pérez Roldán             | Kent Carlsson Ronald Agénor  | Jaime Yzaga Yannick Noah Andrés Gómez Andre Agassi               |
| 9 maggio  | Internazionali d'Italia 1988 Roma, Italia Terra rossa - 625 000 $ Singolare - Doppio                            | Jorge Lozano Todd Witsken 6-3 6-3           | Anders Järryd Tomáš Šmíd           | Kent Carlsson Ronald Agénor  | Jaime Yzaga Yannick Noah Andrés Gómez Andre Agassi               |
| 16 maggio | ATP Firenze 1988 Firenze, Italia Terra rossa - 126 000 $ Singolare - Doppio                                     | Massimiliano Narducci 3-6 6-1 6-4           | Claudio Panatta                    | Lawson Duncan Pablo Arraya   | Alberto Mancini Pedro Rebolledo Javier Frana Jaime Yzaga         |
| 16 maggio | ATP Firenze 1988 Firenze, Italia Terra rossa - 126 000 $ Singolare - Doppio                                     | Javier Frana Christian Miniussi 7-6 6-4     | Claudio Pistolesi Horst Skoff      | Lawson Duncan Pablo Arraya   | Alberto Mancini Pedro Rebolledo Javier Frana Jaime Yzaga         |
| 23 maggio | Open di Francia 1988 Parigi, Francia Grande Slam 1 645 000 $ - Terra rossa Singolare - Doppio - Doppio misto    | Mats Wilander 7-5 6-2 6-1                   | Henri Leconte                      | Jonas Svensson Andre Agassi  | Ivan Lendl Andrej Česnokov Emilio Sánchez Guillermo Pérez Roldán |
| 23 maggio | Open di Francia 1988 Parigi, Francia Grande Slam 1 645 000 $ - Terra rossa Singolare - Doppio - Doppio misto    | Andrés Gomez Emilio Sánchez 6-3 6-7 6-4 6-3 | John Fitzgerald Anders Järryd      | Jonas Svensson Andre Agassi  | Ivan Lendl Andrej Česnokov Emilio Sánchez Guillermo Pérez Roldán |

### Giugno
| Settimana | Torneo | Vincitore                               | Finalista                     | Semifinalisti                  | Eliminati ai quarti                                             |
| --------- | --- | --------------------------------------- | ----------------------------- | ------------------------------ | --------------------------------------------------------------- |
| 6 giugno  | Queen's Club Championships 1988 Londra, Gran Bretagna Erba - 385 000 $ Singolare - Doppio                   | Boris Becker 6-1 3-6 6-3                | Stefan Edberg                 | Guy Forget Darren Cahill       | Christo van Rensburg Broderick Dyke Eric Jelen Kevin Curren     |
| 6 giugno  | Queen's Club Championships 1988 Londra, Gran Bretagna Erba - 385 000 $ Singolare - Doppio                   | Ken Flach Robert Seguso 6-2 7-6         | Pieter Aldrich Danie Visser   | Guy Forget Darren Cahill       | Christo van Rensburg Broderick Dyke Eric Jelen Kevin Curren     |
| 6 giugno  | ATP Bologna Outdoor 1988 Bologna, Italia Terra rossa - 99 000 $ Singolare - Doppio                          | Alberto Mancini 7-5 7-6                 | Emilio Sánchez                | Kent Carlsson Martín Jaite     | Omar Camporese Marcelo Filippini Tomás Carbonell Javier Sánchez |
| 6 giugno  | ATP Bologna Outdoor 1988 Bologna, Italia Terra rossa - 99 000 $ Singolare - Doppio                          | Emilio Sánchez Javier Sánchez 6-1 7-6   | Rolf Hertzog Marc Walder      | Kent Carlsson Martín Jaite     | Omar Camporese Marcelo Filippini Tomás Carbonell Javier Sánchez |
| 13 giugno | Bristol Open 1988 Bristol, Gran Bretagna Erba - 93 400 $ Singolare - Doppio                                 | Christian Saceanu 6-4 2-6 6-2           | Ramesh Krishnan               | Derrick Rostagno Mark Dickson  | Matt Anger Eduardo Masso Eric Jelen Steve Shaw                  |
| 13 giugno | Bristol Open 1988 Bristol, Gran Bretagna Erba - 93 400 $ Singolare - Doppio                                 | Peter Doohan Laurie Warder 2-6 6-4 7-5  | Marty Davis Tim Pawsat        | Derrick Rostagno Mark Dickson  | Matt Anger Eduardo Masso Eric Jelen Steve Shaw                  |
| 13 giugno | Athens Open 1988 Atene, Grecia Terra rossa - 123 400 $ Singolare - Doppio                                   | Horst Skoff 6-3 2-6 6-2                 | Bruno Orešar                  | Christer Allgårdh Pablo Arraya | Markus Rackl Karel Nováček Pual Vojtischek Tomás Carbonell      |
| 13 giugno | Athens Open 1988 Atene, Grecia Terra rossa - 123 400 $ Singolare - Doppio                                   | Rikard Bergh Per Henricsson 2-6 6-4 7-5 | Pablo Arraya Karel Nováček    | Christer Allgårdh Pablo Arraya | Markus Rackl Karel Nováček Pual Vojtischek Tomás Carbonell      |
| 20 giugno | Torneo di Wimbledon 1988 Wimbledon, Gran Bretagna Grande Slam 1 815 396 $ - Erba Singolare - Doppio - Misto | Stefan Edberg 4-6 7-6 6-4 6-2           | Boris Becker                  | Ivan Lendl Miloslav Mečíř      | Tim Mayotte Pat Cash Patrik Kühnen Mats Wilander                |
| 20 giugno | Torneo di Wimbledon 1988 Wimbledon, Gran Bretagna Grande Slam 1 815 396 $ - Erba Singolare - Doppio - Misto | Ken Flach Robert Seguso 6-4 2-6 6-4 7-6 | John Fitzgerald Anders Järryd | Ivan Lendl Miloslav Mečíř      | Tim Mayotte Pat Cash Patrik Kühnen Mats Wilander                |

### Luglio
| Settimana | Torneo | Vincitore                                    | Finalista                                | Semifinalisti                        | Eliminati ai quarti                                                 |
| --------- | --- | -------------------------------------------- | ---------------------------------------- | ------------------------------------ | ------------------------------------------------------------------- |
| 4 luglio  | U.S. Pro Tennis Championships 1988 Boston, Massachusetts, USA Cemento - 415 000 $ Singolare - Doppio         | Thomas Muster 6-2 6-2                        | Lawson Duncan                            | Horacio de la Peña Bruno Orešar      | Mats Wilander Aaron Krickstein Michael Kures Andre Agassi           |
| 4 luglio  | U.S. Pro Tennis Championships 1988 Boston, Massachusetts, USA Cemento - 415 000 $ Singolare - Doppio         | Jorge Lozano Todd Witsken 3-6 7-5 6-2        | Bruno Orešar Jaime Yzaga                 | Horacio de la Peña Bruno Orešar      | Mats Wilander Aaron Krickstein Michael Kures Andre Agassi           |
| 4 luglio  | Swiss Open Gstaad 1988 Gstaad, Svizzera Terra rossa - 270 000 $ Singolare - Doppio                           | Darren Cahill 6-3 6-4 7-6                    | Jakob Hlasek                             | Sergio Casal Horst Skoff             | Milan Šrejber Marián Vajda Andrés Gómez Emilio Sánchez              |
| 4 luglio  | Swiss Open Gstaad 1988 Gstaad, Svizzera Terra rossa - 270 000 $ Singolare - Doppio                           | Petr Korda Milan Šrejber 7-6 7-6             | Andrés Gomez Emilio Sánchez              | Sergio Casal Horst Skoff             | Milan Šrejber Marián Vajda Andrés Gómez Emilio Sánchez              |
| 4 luglio  | Hall of Fame Tennis Championships 1988 Newport, USA Erba - 150 000 $ Singolare - Doppio                      | Wally Masur 6-2 6-1                          | Brad Drewett                             | Pieter Aldrich Vijay Amritraj        | Mike Lee Paul Annacone Kelly Evernden Peter Lundgren                |
| 4 luglio  | Hall of Fame Tennis Championships 1988 Newport, USA Erba - 150 000 $ Singolare - Doppio                      | Scott Davis Tim Wilkison 6-3 7-6             | Rick Leach Jim Pugh                      | Pieter Aldrich Vijay Amritraj        | Mike Lee Paul Annacone Kelly Evernden Peter Lundgren                |
| 11 luglio | Swedish Open 1988 Båstad, Svezia Terra rossa - 245 000 $ Singolare - Doppio                                  | Marcelo Filippini 2-6 6-4 6-4                | Francesco Cancellotti                    | Paolo Canè Christian Bergström       | Joakim Nyström Fernando Luna Karel Nováček Udo Riglewski            |
| 11 luglio | Swedish Open 1988 Båstad, Svezia Terra rossa - 245 000 $ Singolare - Doppio                                  | Patrick Baur Udo Riglewski 6-4 6-4           | Stefan Edberg Nicklas Kroon              | Paolo Canè Christian Bergström       | Joakim Nyström Fernando Luna Karel Nováček Udo Riglewski            |
| 11 luglio | Mercedes Cup 1988 Stoccarda, Germania Terra rossa - 350 000 $ Singolare - Doppio                             | Andre Agassi 6-4 6-2                         | Andrés Gómez                             | Guillermo Pérez Roldán Henri Leconte | Thomas Muster Yannick Noah Ronald Agénor Jonas Svensson             |
| 11 luglio | Mercedes Cup 1988 Stoccarda, Germania Terra rossa - 350 000 $ Singolare - Doppio                             | Sergio Casal Emilio Sánchez 6-0 4-6 6-4      | Anders Järryd Michael Mortensen          | Guillermo Pérez Roldán Henri Leconte | Thomas Muster Yannick Noah Ronald Agénor Jonas Svensson             |
| 18 luglio | Schenectady Open 1988 Schenectady, New York, USA Cemento - 150 000 $ - 32S/16D Singolare - Doppio            | Tim Mayotte 5-7 6-3 6-2                      | Johan Kriek                              | Pete Sampras Thomas Högstedt         | Leonardo Lavalle Doug Burke Patrick McEnroe Dan Goldberg            |
| 18 luglio | Schenectady Open 1988 Schenectady, New York, USA Cemento - 150 000 $ - 32S/16D Singolare - Doppio            | Alexander Mronz Greg Van Emburgh 6-3 6-7 7-5 | Paul Annacone Patrick McEnroe            | Pete Sampras Thomas Högstedt         | Leonardo Lavalle Doug Burke Patrick McEnroe Dan Goldberg            |
| 18 luglio | Washington Open 1988 Washington, USA Cemento - 232 050 $ Singolare - Doppio                                  | Jimmy Connors 6-1 6-4                        | Andrés Gómez                             | Aaron Krickstein Derrick Rostagno    | Jay Berger Michael Chang Barry Moir Darren Cahill                   |
| 18 luglio | Washington Open 1988 Washington, USA Cemento - 232 050 $ Singolare - Doppio                                  | Rick Leach Jim Pugh 3-6 6-3 6-3              | Jorge Lozano Todd Witsken                | Aaron Krickstein Derrick Rostagno    | Jay Berger Michael Chang Barry Moir Darren Cahill                   |
| 25 luglio | ATP Volvo International 1988 Stratton Mountain, Vermont, USA Cemento - 601 500 $- 56S/28D Singolare - Doppio | Andre Agassi 6-2 6-4                         | Paul Annacone                            | Darren Cahill Dan Goldie             | Roger Smith Martin Davis Jim Courier Jay Berger                     |
| 25 luglio | ATP Volvo International 1988 Stratton Mountain, Vermont, USA Cemento - 601 500 $- 56S/28D Singolare - Doppio | Jorge Lozano Todd Witsken 6-3 7-6            | Pieter Aldrich Danie Visser              | Darren Cahill Dan Goldie             | Roger Smith Martin Davis Jim Courier Jay Berger                     |
| 25 luglio | Dutch Open 1988 Hilversum, Paesi Bassi Terra rossa - 150 000 $ Singolare - Doppio                            | Emilio Sánchez 6-3 6-1 3-6 6-3               | Guillermo Pérez Roldán                   | Magnus Gustafsson Mark Woodforde     | Pedro Rebolledo Alberto Mancini Claudio Mezzadri Eduardo Bengoechea |
| 25 luglio | Dutch Open 1988 Hilversum, Paesi Bassi Terra rossa - 150 000 $ Singolare - Doppio                            | Sergio Casal Emilio Sánchez 7-6 6-3          | Magnus Gustafsson Guillermo Pérez Roldán | Magnus Gustafsson Mark Woodforde     | Pedro Rebolledo Alberto Mancini Claudio Mezzadri Eduardo Bengoechea |
| 25 luglio | Bordeaux Open 1988 Bordeaux, Francia Terra rossa - 245 000 $ 32S/16D Singolare - Doppio                      | Thomas Muster 6-3 6-3                        | Ronald Agénor                            | Yannick Noah Horst Skoff             | Lawson Duncan Joakim Nyström Luiz Mattar Kent Carlsson              |
| 25 luglio | Bordeaux Open 1988 Bordeaux, Francia Terra rossa - 245 000 $ 32S/16D Singolare - Doppio                      | Joakim Nyström Claudio Panatta 6-1 6-4       | Christian Miniussi Diego Nargiso         | Yannick Noah Horst Skoff             | Lawson Duncan Joakim Nyström Luiz Mattar Kent Carlsson              |

### Agosto
| Settimana | Torneo | Vincitore                                      | Finalista                      | Semifinalisti                      | Eliminati ai quarti                                              |
| --------- | --- | ---------------------------------------------- | ------------------------------ | ---------------------------------- | ---------------------------------------------------------------- |
| 1º agosto | Austrian Open 1988 Kitzbühel, Austria Terra rossa - 290 000 $ Singolare - Doppio                                   | Kent Carlsson 6-1 6-1 4-6 4-6 6-3              | Emilio Sánchez                 | Luiz Mattar Guillermo Pérez Roldán | Alberto Mancini Thomas Muster Marián Vajda Jordi Arrese          |
| 1º agosto | Austrian Open 1988 Kitzbühel, Austria Terra rossa - 290 000 $ Singolare - Doppio                                   | Sergio Casal Emilio Sánchez 6-4 7-6            | Joakim Nyström Claudio Panatta | Luiz Mattar Guillermo Pérez Roldán | Alberto Mancini Thomas Muster Marián Vajda Jordi Arrese          |
| 1º agosto | Indianapolis Tennis Championships 1988 Indianapolis, Indiana, USA Cemento - 415 000 $ - 32S/16D Singolare - Doppio | Boris Becker 6-4 6-2                           | John McEnroe                   | Todd Witsken Robert Seguso         | Yahiya Doumbia Jim Pugh Michael Robertson Derrick Rostagno       |
| 1º agosto | Indianapolis Tennis Championships 1988 Indianapolis, Indiana, USA Cemento - 415 000 $ - 32S/16D Singolare - Doppio | Rick Leach Jim Pugh 4-6 6-3 6-4                | Ken Flach Robert Seguso        | Todd Witsken Robert Seguso         | Yahiya Doumbia Jim Pugh Michael Robertson Derrick Rostagno       |
| 8 agosto  | ATP Praga 1988 Praga, Cecoslovacchia Terra rossa - 170 000 $ Singolare - Doppio                                    | Thomas Muster 6-4 5-7 6-2                      | Guillermo Pérez Roldán         | Fernando Luna Martin Střelba       | Miloslav Mečíř Lawson Duncan Milan Šrejber Karel Nováček         |
| 8 agosto  | ATP Praga 1988 Praga, Cecoslovacchia Terra rossa - 170 000 $ Singolare - Doppio                                    | Petr Korda Jaroslav Navrátil 7-5 7-6           | Thomas Muster Horst Skoff      | Fernando Luna Martin Střelba       | Miloslav Mečíř Lawson Duncan Milan Šrejber Karel Nováček         |
| 8 agosto  | ATP Saint-Vincent 1988 Saint-Vincent, Italia Terra rossa - 160 000 $ Singolare - Doppio                            | Kent Carlsson 6-0 6-2                          | Thierry Champion               | Alberto Mancini Marcelo Filippini  | Marcelo Ingaramo Franco Davín Francesco Cancellotti Martín Jaite |
| 8 agosto  | ATP Saint-Vincent 1988 Saint-Vincent, Italia Terra rossa - 160 000 $ Singolare - Doppio                            | Alberto Mancini Christian Miniussi 6-4 5-7 6-3 | Paolo Canè Balázs Taróczy      | Alberto Mancini Marcelo Filippini  | Marcelo Ingaramo Franco Davín Francesco Cancellotti Martín Jaite |
| 8 agosto  | Canada Open 1988 Toronto, Canada Cemento - 580 000 $ Singolare - Doppio                                            | Ivan Lendl 7-6 6-2                             | Kevin Curren                   | Jimmy Connors Mark Woodforde       | John Frawley Pat Cash Tim Mayotte John McEnroe                   |
| 8 agosto  | Canada Open 1988 Toronto, Canada Cemento - 580 000 $ Singolare - Doppio                                            | Ken Flach Robert Seguso 7-5 6-3                | Andrew Castle Tim Wilkison     | Jimmy Connors Mark Woodforde       | John Frawley Pat Cash Tim Mayotte John McEnroe                   |
| 15 agosto | Cincinnati Open 1988 Cincinnati, USA Cemento - 602 500 $ - 56S/28D Singolare - Doppio                              | Mats Wilander 3-6 7-6 7-6                      | Stefan Edberg                  | Anders Järryd Aaron Krickstein     | Michael Chang Jakob Hlasek Kevin Curren Carl Limberger           |
| 15 agosto | Cincinnati Open 1988 Cincinnati, USA Cemento - 602 500 $ - 56S/28D Singolare - Doppio                              | Rick Leach Jim Pugh 6-2 6-4                    | Jim Grabb Patrick McEnroe      | Anders Järryd Aaron Krickstein     | Michael Chang Jakob Hlasek Kevin Curren Carl Limberger           |
| 15 agosto | Livingston Open 1988 Livingston, USA Cemento - 125 000 $ Singolare - Doppio                                        | Andre Agassi 6-2 6-4                           | Jeff Tarango                   | Yahiya Doumbia Simon Youl          | Matt Anger Marc Flur Sammy Giammalva Jr. Slobodan Živojinović    |
| 15 agosto | Livingston Open 1988 Livingston, USA Cemento - 125 000 $ Singolare - Doppio                                        | Grant Connell Glenn Michibata 2-6 6-4 7-5      | Marc Flur Sammy Giammalva      | Yahiya Doumbia Simon Youl          | Matt Anger Marc Flur Sammy Giammalva Jr. Slobodan Živojinović    |
| 22 agosto | Rye Brook Open 1988 Rye Brook, USA Cemento - 123 000 $ Singolare - Doppio                                          | Milan Šrejber 6-2 7-6                          | Ramesh Krishnan                | Diego Nargiso Horacio de la Peña   | Jeremy Bates Tim Wilkison Simon Youl Jason Stoltenberg           |
| 22 agosto | Rye Brook Open 1988 Rye Brook, USA Cemento - 123 000 $ Singolare - Doppio                                          | Andrew Castle Tim Wilkison 2-6 6-4 7-5         | Jeremy Bates Michael Mortensen | Diego Nargiso Horacio de la Peña   | Jeremy Bates Tim Wilkison Simon Youl Jason Stoltenberg           |
| 29 agosto | US Open 1988 New York, USA Grande Slam 1 683 333 $ - Cemento - 128S/64D Singolare - Doppio - Doppio misto          | Mats Wilander 6-4 4-6 6-3 5-7 6-4              | Ivan Lendl                     | Andre Agassi Darren Cahill         | Derrick Rostagno Jimmy Connors Aaron Krickstein Emilio Sánchez   |

### Settembre
| Settimana    | Torneo | Vincitore                                   | Finalista                            | Semifinalisti                         | Eliminati ai quarti                                                   |
| ------------ | --- | ------------------------------------------- | ------------------------------------ | ------------------------------------- | --------------------------------------------------------------------- |
| 12 settembre | Torneo Godó 1988 Barcellona, Spagna Terra rossa - 500 000 $ Singolare - Doppio                                  | Kent Carlsson 6-3 6-3 3-6 6-1               | Thomas Muster                        | Magnus Gustafsson Marcelo Filippini   | Henri Leconte Guillermo Pérez Roldán Sergio Casal Jordi Arrese        |
| 12 settembre | Torneo Godó 1988 Barcellona, Spagna Terra rossa - 500 000 $ Singolare - Doppio                                  | Sergio Casal Emilio Sánchez 2-6 6-4 9-7     | Claudio Mezzadri Diego Perez         | Magnus Gustafsson Marcelo Filippini   | Henri Leconte Guillermo Pérez Roldán Sergio Casal Jordi Arrese        |
| 19 settembre | Los Angeles Open 1988 Los Angeles, California, USA Cemento - 415 000 $ Singolare - Doppio                       | Mikael Pernfors 6-2 7-5                     | Andre Agassi                         | John McEnroe Kevin Curren             | Mark Woodforde David Pate Jim Pugh Jeff Tarango                       |
| 19 settembre | Los Angeles Open 1988 Los Angeles, California, USA Cemento - 415 000 $ Singolare - Doppio                       | John McEnroe Mark Woodforde 6-4 6-4         | Peter Doohan Jim Grabb               | John McEnroe Kevin Curren             | Mark Woodforde David Pate Jim Pugh Jeff Tarango                       |
| 19 settembre | Grand Prix Bari 1988 Bari, Italia Terra rossa - 123 400 $ Singolare - Doppio                                    | Thomas Muster 2-6 6-1 7-5                   | Marcelo Filippini                    | Lawson Duncan Thierry Champion        | Jimmy Brown Christian Miniussi Thierry Tulasne Alberto Mancini        |
| 19 settembre | Grand Prix Bari 1988 Bari, Italia Terra rossa - 123 400 $ Singolare - Doppio                                    | Thomas Muster Claudio Panatta 6-3 6-1       | Francesco Cancellotti Simone Colombo | Lawson Duncan Thierry Champion        | Jimmy Brown Christian Miniussi Thierry Tulasne Alberto Mancini        |
| 19 settembre | Geneva Open 1988 Ginevra, Svizzera Terra rossa - 220 000 $- 32S/16D Singolare - Doppio                          | Marián Vajda 6-4 6-4                        | Kent Carlsson                        | Horacio de la Peña Eduardo Bengoechea | Fernando Luna Christian Bergström Jordi Arrese Pedro Rebolledo        |
| 19 settembre | Geneva Open 1988 Ginevra, Svizzera Terra rossa - 220 000 $- 32S/16D Singolare - Doppio                          | Mansour Bahrami Tomáš Šmíd 6-4 6-3          | Gustavo Luza Guillermo Pérez Roldán  | Horacio de la Peña Eduardo Bengoechea | Fernando Luna Christian Bergström Jordi Arrese Pedro Rebolledo        |
| 19 settembre | Tennis ai Giochi della XXIV Olimpiade Seul, Corea del Sud                                                       | Miloslav Mečíř 3-6 6-2 6-4 6-2              | Tim Mayotte                          | Stefan Edberg Brad Gilbert            | Paolo Canè Michiel Schapers Martín Jaite Carl-Uwe Steeb               |
| 19 settembre | Tennis ai Giochi della XXIV Olimpiade Seul, Corea del Sud                                                       | Ken Flach Robert Seguso 6-3 6-4 6-7 6-7 9-7 | Sergio Casal Emilio Sánchez          | Stefan Edberg Brad Gilbert            | Paolo Canè Michiel Schapers Martín Jaite Carl-Uwe Steeb               |
| 26 settembre | Campionati Internazionali di Sicilia 1988 Palermo, Italia Terra rossa - 123 400 $ - 32S/16D Singolare - Doppio  | Mats Wilander 6-1 3-6 6-4                   | Kent Carlsson                        | Guillermo Pérez Roldán Thomas Muster  | Claudio Panatta Horacio de la Peña Thierry Tulasne Eduardo Bengoechea |
| 26 settembre | Campionati Internazionali di Sicilia 1988 Palermo, Italia Terra rossa - 123 400 $ - 32S/16D Singolare - Doppio  | Carlos Di Laura Marcelo Filippini 6-3 7-5   | Alberto Mancini Christian Miniussi   | Guillermo Pérez Roldán Thomas Muster  | Claudio Panatta Horacio de la Peña Thierry Tulasne Eduardo Bengoechea |
| 26 settembre | Pacific Coast Championships 1988 San Francisco, California, USA Sintetico indoor - 425 000 $ Singolare - Doppio | Michael Chang 6-2 6-3                       | Johan Kriek                          | Danie Visser John McEnroe             | Paul Annacone Mikael Pernfors Tim Wilkison Kevin Curren               |
| 26 settembre | Pacific Coast Championships 1988 San Francisco, California, USA Sintetico indoor - 425 000 $ Singolare - Doppio | John McEnroe Mark Woodforde 6-4 7-6         | Rick Leach Jim Pugh                  | Danie Visser John McEnroe             | Paul Annacone Mikael Pernfors Tim Wilkison Kevin Curren               |

### Ottobre
| Settimana  | Torneo | Vincitore                                     | Finalista                      | Semifinalisti                      | Eliminati ai quarti                                            |
| ---------- | --- | --------------------------------------------- | ------------------------------ | ---------------------------------- | -------------------------------------------------------------- |
| 3 ottobre  | Eagle Classic 1988 Scottsdale, Arizona, USA Cemento - 415 000 $ - 32S/16D Singolare - Doppio                         | Mikael Pernfors 6-2 6-4                       | Glenn Layendecker              | Jim Pugh Kevin Curren              | Pieter Aldrich David Pate Tobias Svantesson Derrick Rostagno   |
| 3 ottobre  | Eagle Classic 1988 Scottsdale, Arizona, USA Cemento - 415 000 $ - 32S/16D Singolare - Doppio                         | John McEnroe Mark Woodforde 6-4 7-6           | Rick Leach Jim Pugh            | Jim Pugh Kevin Curren              | Pieter Aldrich David Pate Tobias Svantesson Derrick Rostagno   |
| 3 ottobre  | Queensland Open 1988 Brisbane, Australia Cemento - 195 000 $- 32S/16D Singolare - Doppio                             | Tim Mayotte 6-4 6-4                           | Marty Davis                    | Shūzō Matsuoka Broderick Dyke      | Carl-Uwe Steeb Jason Stoltenberg Richard Fromberg Leif Shiras  |
| 3 ottobre  | Queensland Open 1988 Brisbane, Australia Cemento - 195 000 $- 32S/16D Singolare - Doppio                             | Eric Jelen Carl-Uwe Steeb 6-4 6-1             | Grant Connell Glenn Michibata  | Shūzō Matsuoka Broderick Dyke      | Carl-Uwe Steeb Jason Stoltenberg Richard Fromberg Leif Shiras  |
| 3 ottobre  | Swiss Indoors 1988 Basilea, Svizzera Sintetico indoor - 270 000 $ - 32S/16D Singolare - Doppio                       | Stefan Edberg 7-5 6-3 3-6 6-2                 | Jakob Hlasek                   | Jonas Svensson Jimmy Connors       | Magnus Gustafsson Diego Nargiso Aaron Krickstein Amos Mansdorf |
| 3 ottobre  | Swiss Indoors 1988 Basilea, Svizzera Sintetico indoor - 270 000 $ - 32S/16D Singolare - Doppio                       | Jakob Hlasek Tomáš Šmíd 6-3 6-1               | Jeremy Bates Peter Lundgren    | Jonas Svensson Jimmy Connors       | Magnus Gustafsson Diego Nargiso Aaron Krickstein Amos Mansdorf |
| 10 ottobre | Tel Aviv Open 1988 Tel Aviv, Israele Cemento - 95 000 $ - 32S/16D Singolare - Doppio                                 | Brad Gilbert 7-5 6-3 3-6 6-2                  | Aaron Krickstein               | Amos Mansdorf Christo van Rensburg | Amos Mansdorf Alexander Mronz Shahar Perkiss Patrick Baur      |
| 10 ottobre | Tel Aviv Open 1988 Tel Aviv, Israele Cemento - 95 000 $ - 32S/16D Singolare - Doppio                                 | Roger Smith Paul Wekesa 6-3 6-3               | Patrick Baur Alexander Mronz   | Amos Mansdorf Christo van Rensburg | Amos Mansdorf Alexander Mronz Shahar Perkiss Patrick Baur      |
| 10 ottobre | Grand Prix de Tennis de Toulouse 1988 Tolosa, Francia Sintetico indoor - 290 000 $ - 32S/16D Singolare - Doppio      | Jimmy Connors 6-2 6-0                         | Andrej Česnokov                | Christian Bergström Jakob Hlasek   | Henri Leconte Tomáš Šmíd Milan Šrejber Michiel Schapers        |
| 10 ottobre | Grand Prix de Tennis de Toulouse 1988 Tolosa, Francia Sintetico indoor - 290 000 $ - 32S/16D Singolare - Doppio      | Tom Nijssen Ricki Osterthun 6-3 6-4           | Mansour Bahrami Guy Forget     | Christian Bergström Jakob Hlasek   | Henri Leconte Tomáš Šmíd Milan Šrejber Michiel Schapers        |
| 10 ottobre | Australian Indoor Championships 1988 Sydney, Australia Cemento indoor - 510 000 $ - 32S/16D Singolare - Doppio       | Slobodan Živojinović 7-6 6-3 6-4              | Richard Matuszewski            | Tim Mayotte Andrés Gómez           | Carl-Uwe Steeb Glenn Michibata Grant Connell Shūzō Matsuoka    |
| 10 ottobre | Australian Indoor Championships 1988 Sydney, Australia Cemento indoor - 510 000 $ - 32S/16D Singolare - Doppio       | Darren Cahill John Fitzgerald 6-3 6-2         | Marty Davis Brad Drewett       | Tim Mayotte Andrés Gómez           | Carl-Uwe Steeb Glenn Michibata Grant Connell Shūzō Matsuoka    |
| 17 ottobre | Vienna Open 1988 Vienna, Austria Sintetico indoor - 205 000 $ - 32S/16D Singolare - Doppio                           | Horst Skoff 4-6 6-3 6-4 6-2                   | Thomas Muster                  | Kevin Curren Andrej Česnokov       | Marián Vajda Michiel Schapers Richey Reneberg Jonas Svensson   |
| 17 ottobre | Vienna Open 1988 Vienna, Austria Sintetico indoor - 205 000 $ - 32S/16D Singolare - Doppio                           | Alex Antonitsch Balázs Taróczy 4-6 6-3 7-6    | Kevin Curren Tomáš Šmíd        | Kevin Curren Andrej Česnokov       | Marián Vajda Michiel Schapers Richey Reneberg Jonas Svensson   |
| 17 ottobre | Frankfurt Grand Prix 1988 Francoforte, Germania dell'Ovest Sintetico indoor - 174 000 $ - 32S/16D Singolare - Doppio | Tim Mayotte 4-6 6-4 6-3                       | Leonardo Lavalle               | Jim Pugh Anders Järryd             | Patrik Kühnen Brad Gilbert Steve Guy Christian Saceanu         |
| 17 ottobre | Frankfurt Grand Prix 1988 Francoforte, Germania dell'Ovest Sintetico indoor - 174 000 $ - 32S/16D Singolare - Doppio | Rudiger Haas Goran Ivanišević 1-6 7-5 6-3     | Jeremy Bates Tom Nijssen       | Jim Pugh Anders Järryd             | Patrik Kühnen Brad Gilbert Steve Guy Christian Saceanu         |
| 17 ottobre | Tokyo Indoor 1988 Tokyo, Giappone Sintetico indoor - 627 500 $ - 32S/16D Singolare - Doppio                          | Boris Becker 7-6 6-4                          | John Fitzgerald                | Stefan Edberg Richard Matuszewski  | Paul Chamberlin Andrés Gómez Shūzō Matsuoka Eric Jelen         |
| 17 ottobre | Tokyo Indoor 1988 Tokyo, Giappone Sintetico indoor - 627 500 $ - 32S/16D Singolare - Doppio                          | Andrés Gomez Slobodan Živojinović 7-5 5-7 6-3 | Boris Becker Eric Jelen        | Stefan Edberg Richard Matuszewski  | Paul Chamberlin Andrés Gómez Shūzō Matsuoka Eric Jelen         |
| 24 ottobre | Paris Open 1988 Parigi, Francia Sintetico indoor - 810 000 $ - 48S/24D Singolare - Doppio                            | Amos Mansdorf 6-3 6-2 6-3                     | Brad Gilbert                   | Jakob Hlasek Tim Mayotte           | Aaron Krickstein John McEnroe Guy Forget Andrej Česnokov       |
| 24 ottobre | Paris Open 1988 Parigi, Francia Sintetico indoor - 810 000 $ - 48S/24D Singolare - Doppio                            | Paul Annacone John Fitzgerald 6-2 6-2         | Jim Grabb Christo van Rensburg | Jakob Hlasek Tim Mayotte           | Aaron Krickstein John McEnroe Guy Forget Andrej Česnokov       |
| 31 ottobre | ATP San Paolo 1988 San Paolo, Brasile Cemento - 130 000 $ - 32S/16D Singolare - Doppio                               | Jay Berger 6-4 6-4                            | Horacio de la Peña             | Dan Cassidy Cássio Motta           | César Kist Jaime Yzaga Bruno Orešar Javier Frana               |
| 31 ottobre | ATP San Paolo 1988 San Paolo, Brasile Cemento - 130 000 $ - 32S/16D Singolare - Doppio                               | Jay Berger Horacio de la Peña 5-7 6-4 6-3     | Ricardo Acuña Javier Sánchez   | Dan Cassidy Cássio Motta           | César Kist Jaime Yzaga Bruno Orešar Javier Frana               |
| 31 ottobre | Stockholm Open 1988 Stoccolma, Svezia Sintetico indoor - 642 500 $ - 56S/28D Singolare - Doppio                      | Boris Becker 6-4 6-1 6-1                      | Peter Lundgren                 | Dan Goldie Jim Courier             | Emilio Sánchez Robert Seguso Jan Gunnarsson Paolo Canè         |
| 31 ottobre | Stockholm Open 1988 Stoccolma, Svezia Sintetico indoor - 642 500 $ - 56S/28D Singolare - Doppio                      | Kevin Curren Jim Grabb 7-5 7-5                | Paul Annacone John Fitzgerald  | Dan Goldie Jim Courier             | Emilio Sánchez Robert Seguso Jan Gunnarsson Paolo Canè         |

### Novembre
| Settimana   | Torneo                                                                                                   | Vincitore                               | Finalista                          | Semifinalisti                 | Eliminati ai quarti                                         |
| ----------- | --- | --------------------------------------- | ---------------------------------- | ----------------------------- | ----------------------------------------------------------- |
| 7 novembre  | ATP Buenos Aires 1988 Buenos Aires, Argentina Terra rossa - 93 400 $ Singolare - Doppio                  | Javier Sánchez 6-2 7-6                  | Guillermo Pérez Roldán             | Alberto Mancini Juan Aguilera | Roberto Argüello Eduardo Bengoechea Carlos Costa Jay Berger |
| 7 novembre  | ATP Buenos Aires 1988 Buenos Aires, Argentina Terra rossa - 93 400 $ Singolare - Doppio                  | Carlos Costa Javier Sánchez 6-3 3-6 6-3 | Eduardo Bengoechea José Luis Clerc | Alberto Mancini Juan Aguilera | Roberto Argüello Eduardo Bengoechea Carlos Costa Jay Berger |
| 7 novembre  | Wembley Championship 1988 Wembley, Londra, Gran Bretagna Sintetico indoor - 450 000 $ Singolare - Doppio | Jakob Hlasek 6-7 3-6 6-4 6-0 7-5        | Jonas Svensson                     | Henri Leconte John Fitzgerald | Milan Šrejber Amos Mansdorf Jim Courier Robert Seguso       |
| 7 novembre  | Wembley Championship 1988 Wembley, Londra, Gran Bretagna Sintetico indoor - 450 000 $ Singolare - Doppio | Ken Flach Robert Seguso 7-5 6-2         | Marty Davis Brad Drewett           | Henri Leconte John Fitzgerald | Milan Šrejber Amos Mansdorf Jim Courier Robert Seguso       |
| 14 novembre | South African Open 1988 Johannesburg, Sudafrica Cemento - 420 000 $ Singolare - Doppio                   | Jakob Hlasek 6-7 6-4 6-1 7-6            | Christo van Rensburg               | Pieter Aldrich Brad Gilbert   | Gary Muller Kevin Curren Piet Norval Matt Anger             |
| 14 novembre | South African Open 1988 Johannesburg, Sudafrica Cemento - 420 000 $ Singolare - Doppio                   | Kevin Curren David Pate 7-6 6-4         | Gary Muller Tim Wilkison           | Pieter Aldrich Brad Gilbert   | Gary Muller Kevin Curren Piet Norval Matt Anger             |
| 14 novembre | Detroit Open 1988 Detroit, Michigan, USA Sintetico indoor - 297 500 $ Singolare - Doppio                 | John McEnroe 7-5 6-2                    | Aaron Krickstein                   | Leif Shiras Kelly Evernden    | Pete Sampras Paul Annacone Dan Goldie Jim Courier           |
| 14 novembre | Detroit Open 1988 Detroit, Michigan, USA Sintetico indoor - 297 500 $ Singolare - Doppio                 | Rick Leach Jim Pugh 6-4 6-1             | Ken Flach Robert Seguso            | Leif Shiras Kelly Evernden    | Pete Sampras Paul Annacone Dan Goldie Jim Courier           |
| 21 novembre | Brussels Indoor 1988 Bruxelles, Belgio Sintetico indoor - 490 000 $ Singolare - Doppio                   | Henri Leconte 7-6 7-6 6-4               | Jakob Hlasek                       | John Fitzgerald Patrik Kühnen | Wally Masur Eric Jelen Éric Winogradsky Tom Nijssen         |
| 21 novembre | Brussels Indoor 1988 Bruxelles, Belgio Sintetico indoor - 490 000 $ Singolare - Doppio                   | Wally Masur Tom Nijssen Walkover        | John Fitzgerald Tomáš Šmíd         | John Fitzgerald Patrik Kühnen | Wally Masur Eric Jelen Éric Winogradsky Tom Nijssen         |
| 21 novembre | ATP Itaparica 1988 Itaparica, Brasile Cemento - 305 000 $ Singolare - Doppio                             | Jaime Yzaga 7-6 6-2                     | Javier Frana                       | Javier Sánchez Martín Jaite   | Diego Pérez Alberto Mancini Sergio Casal Andrej Česnokov    |
| 21 novembre | ATP Itaparica 1988 Itaparica, Brasile Cemento - 305 000 $ Singolare - Doppio                             | Sergio Casal Emilio Sánchez 7-6 7-6     | Jorge Lozano Todd Witsken          | Javier Sánchez Martín Jaite   | Diego Pérez Alberto Mancini Sergio Casal Andrej Česnokov    |
| 28 novembre | Nabisco Masters 1988 New York, USA Sintetico indoor - 750 000 $ Singolare - Doppio                       | Boris Becker 5-7 7-6 3-6 6-2 7-6        | Ivan Lendl                         | Stefan Edberg Jakob Hlasek    |                                                             |
| 28 novembre | Nabisco Masters 1988 New York, USA Sintetico indoor - 750 000 $ Singolare - Doppio                       | Rick Leach Jim Pugh 7-6 7-6             | Sergio Casal Emilio Sánchez        | Stefan Edberg Jakob Hlasek    |                                                             |

### Dicembre
Nessun evento

## Debutti
- Sergi Bruguera
- Michael Chang
- Jim Courier
- Jacco Eltingh
- Goran Ivanišević
- Pete Sampras
- Michael Stich
- Todd Woodbridge